# Buzenol
Buzenol (en gaumais Bujnô) est une section et un village de la commune belge d'Étalle située en Région wallonne dans la province de Luxembourg.
C'était une commune à part entière avant la fusion des communes de 1977.
Elle abrite le Parc archéologique et musée lapidaire de Montauban : le site de Montauban a été classé Patrimoine majeur de Wallonie.

## Géographie
Le village est bordé au nord-ouest par la route nationale 87 reliant la frontière française à Lamorteau et Parette (Attert), près de la frontière luxembourgeoise.

## Démographie
- Source : INS recensements population.

## Patrimoine et culture

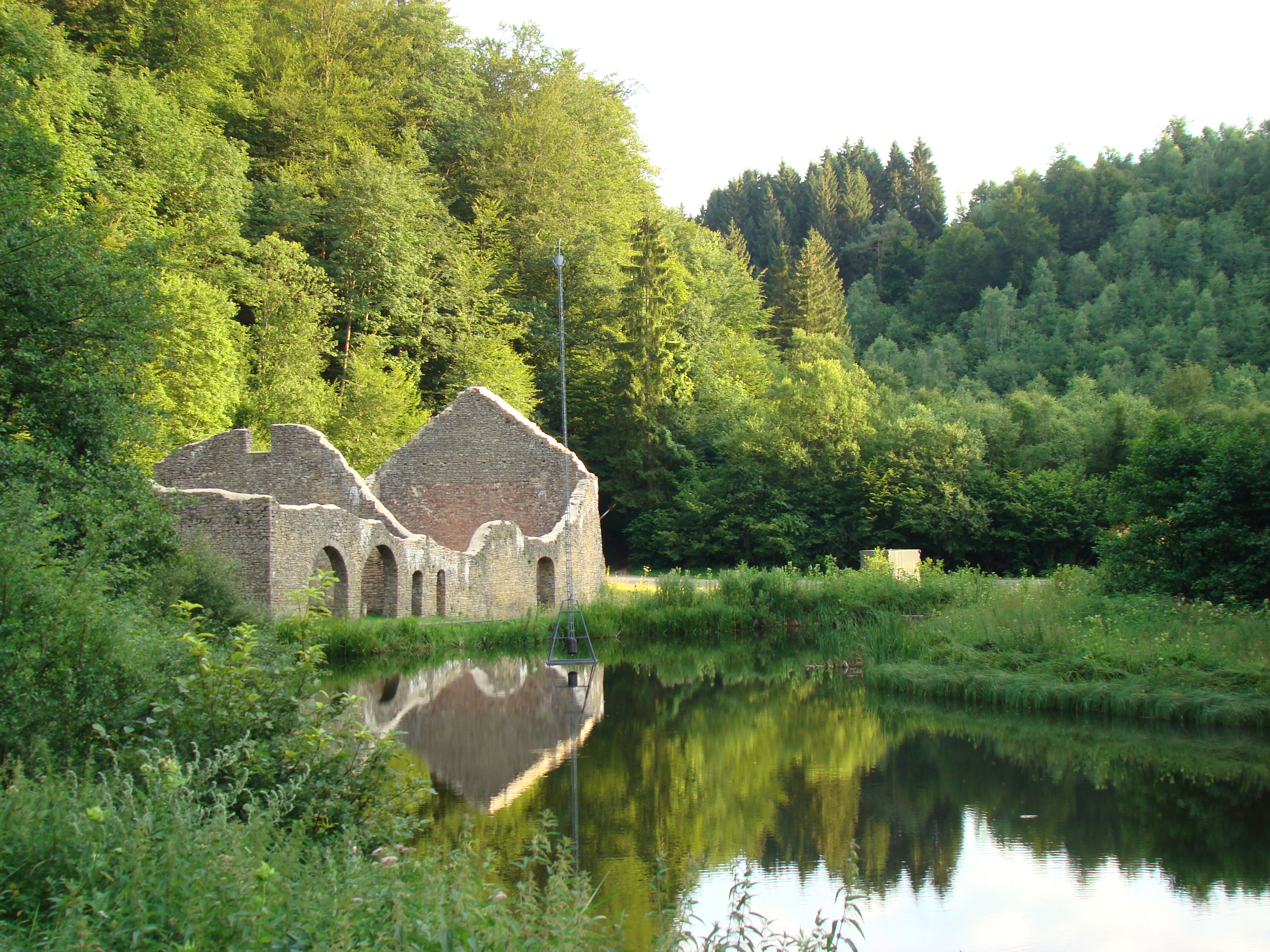
Ruines des anciennes forges.
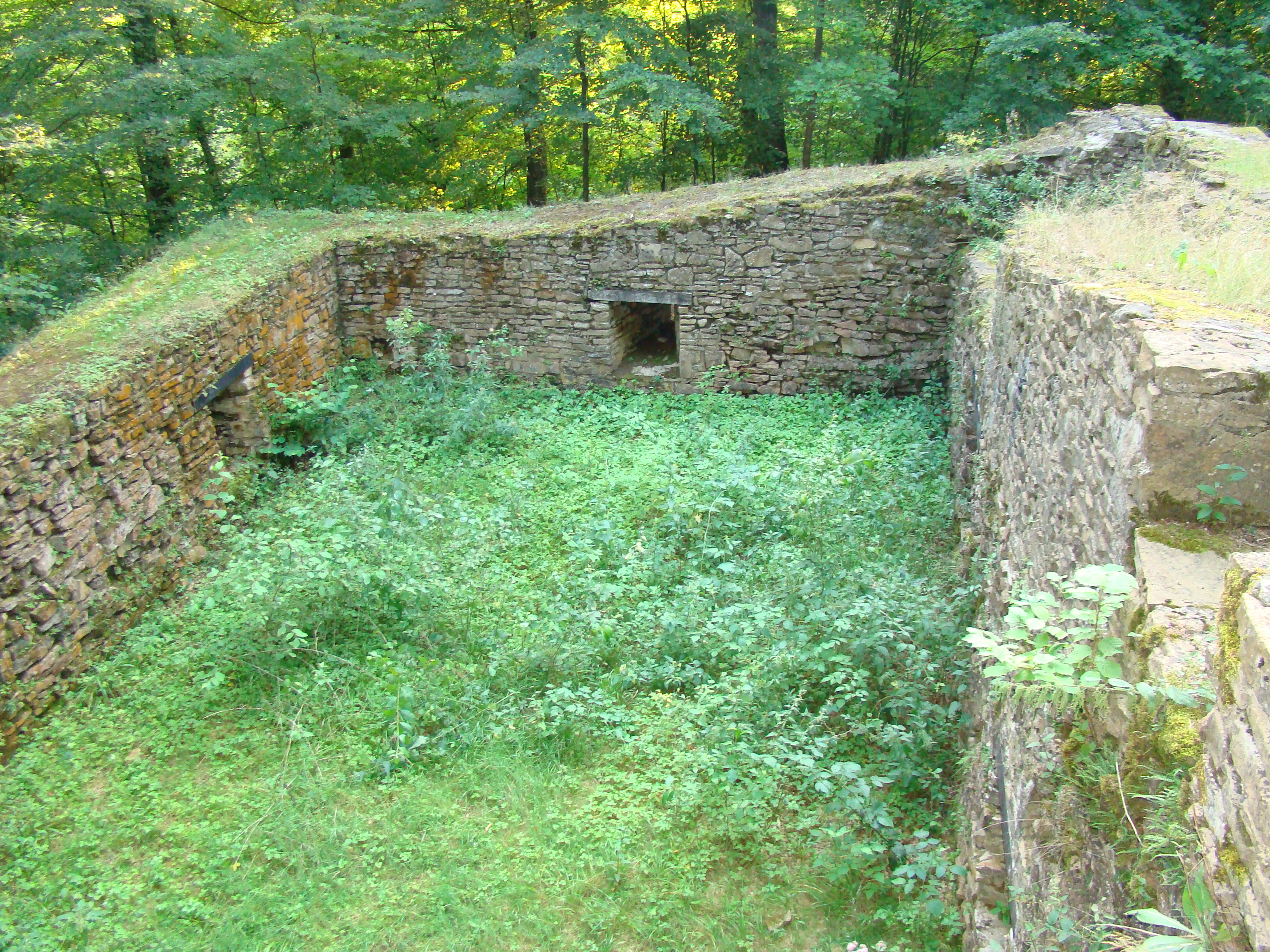
Vestige d'un donjon.